# Baojun E100

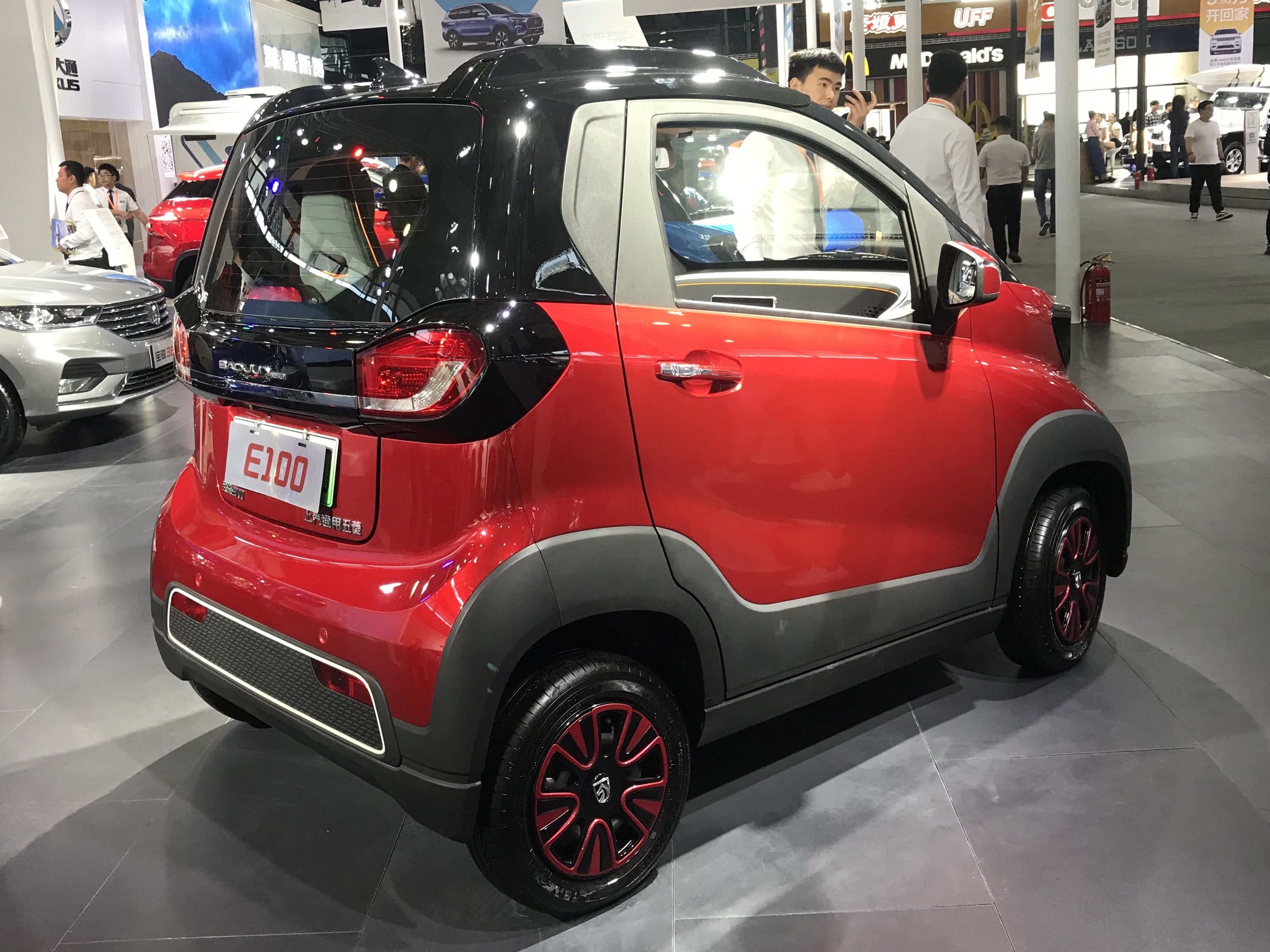
Heckansicht

Der Baojun E100 ist ein batterieelektrisch angetriebener Kleinstwagen der zum chinesischen Automobilhersteller SAIC GM Wuling gehörenden Marke Baojun.

## Geschichte
Der knapp 2,50 Meter lange Zweisitzer wurde zunächst ab Juli 2017 in Liuzhou und ab Februar 2018 in weiteren ausgewählten Städten Guangxis vertrieben. Zwischen Juni 2018 und Dezember 2021 erfolgte der Verkauf in ganz China.

## Technische Daten
Angetrieben wird der Kleinstwagen von einem 29 kW (39 PS) starken Elektromotor, der den Wagen auf bis zu 100 km/h beschleunigt. Die Reichweite zum Verkaufsstart gab der Hersteller mit 155 km nach dem NEFZ-Fahrzyklus an.

## Verkaufszahlen
Auf Grund von staatlichen Prämien reduzierte sich der Kaufpreis des E100 je nach Region um bis zu 70 Prozent auf umgerechnet rund 4500 Euro. Für die 200 beim Vorbestellstart verfügbaren Fahrzeuge registrierten sich in Liuzhou innerhalb weniger Tage über 5000 Interessenten.